# U-13
O Unterseeboot 13 foi um submarino alemão que serviu durante a Segunda Guerra Mundial.
O submarino foi afundado no dia 31 de Maio de 1940 no Mar do Norte à 11 milhas a sudoeste de Lowestoft, sendo atingido por cargas de profundidade do navio de guerra britânico HMS Weston. Todos os 26 tripulantes conseguiram sair com vida.

## Comandantes
| Comandante                         | Data                                            |
| ---------------------------------- | ----------------------------------------------- |
| Kptlt. Hans-Gerrit von Stockhausen | 30 de Novembro de 1935 - 30 de Setembro de 1937 |
| Karl Daublebsky von Eichhain       | 1 de Outubro de 1937 - 5 de Novembro de 1939    |
| Heinz Scheringer                   | 6 de Novembro de 1939 - 2 de Janeiro de 1940    |
| Oblt. Wolfgang Lüth                | 16 de Dezembro de 1939 - 28 de Dezembro de 1939 |
| Max-Martin Schulte                 | 3 de Janeiro de 1940 - 31 de Maio de 1940       |

## Carreira

### Subordinação
| 1 de Novembro de 1935 - 31 de Maio de 1940 | 1. Unterseebootsflottille |

### Patrulhas
|       | Comandante                   | Partida     | Partida       | Chegada     | Chegada       | Dias     | Toneladas |
| ----- | ---------------------------- | ----------- | ------------- | ----------- | ------------- | -------- | --------- |
| 1     | Karl Daublebsky von Eichhain | 25 Ago 1939 | Wilhelmshaven | 31 Ago 1939 | Wilhelmshaven | 7 dias   |           |
| 1     | Karl Daublebsky von Eichhain | 2 Set 1939  | Wilhelmshaven | 6 Set 1939  | Wilhelmshaven | 5 dias   |           |
| 2     | Karl Daublebsky von Eichhain | 11 Set 1939 | Wilhelmshaven | 3 Out 1939  | Kiel          | 23 dias  | 13,562    |
| 3     | Karl Daublebsky von Eichhain | 25 Out 1939 | Kiel          | 3 Nov 1939  | Kiel          | 10 dias  | 4,666     |
| 4     | Heinz Scheringer             | 15 Nov 1939 | Kiel          | 25 Nov 1939 | Kiel          | 11 dias  | 793       |
| 5     | Heinz Scheringer             | 9 Dez 1939  | Kiel          | 15 Dez 1939 | Kiel          | 7 dias   |           |
| 6     | Max-Martin Schulte           | 24 Jan 1940 | Kiel          | 5 Fev 1940  | Wilhelmshaven | 13 dias  | 3,659     |
| 7     | Max-Martin Schulte           | 16 Fev 1940 | Wilhelmshaven | 29 Fev 1940 | Wilhelmshaven | 14 dias  |           |
|       | Max-Martin Schulte           | 2 Mar 1940  | Wilhelmshaven | 3 Mar 1940  | Kiel          | 2 dias   |           |
|       | Max-Martin Schulte           | 25 Mar 1940 | Kiel          | 26 Mar 1940 | Wilhelmshaven | 2 dias   |           |
| 8     | Max-Martin Schulte           | 31 Mar 1940 | Wilhelmshaven | 19 Abr 1940 | Bergen        | 20 dias  | 4,935     |
| 8     | Max-Martin Schulte           | 21 Abr 1940 | Bergen        | 2 Mai 1940  | Kiel          | 12 dias  | 8,280     |
| 9     | Max-Martin Schulte           | 26 Mai 1940 | Kiel          | 31 Mai 1940 | Afundado      | 6 dias   |           |
| Total | Total                        | Total       | Total         | Total       | Total         | 128 dias | 35 895 t  |

### Navios atacados pelo U-13
- 9 navios afundados num total de 28 056 GRT[1]
- 3 navios danificados num total de 26 218 GRT

| Data        | Comandante                   | Nome da Embarcação                       | Toneladas | Nacionalidade |
| ----------- | ---------------------------- | ---------------------------------------- | --------- | ------------- |
| 10 Set 1939 | Karl Daublebsky von Eichhain | Magdapur (mina)                          | 8 641     | Reino Unido   |
| 16 Set 1939 | Karl Daublebsky von Eichhain | City of Paris (danificado por mina)      | 10 902    | Reino Unido   |
| 24 Set 1939 | Karl Daublebsky von Eichhain | Phryné (mina)                            | 2 660     | França        |
| 30 Out 1939 | Karl Daublebsky von Eichhain | Cairnmona                                | 4 666     | Reino Unido   |
| 19 Nov 1939 | Heinz Scheringer             | Bowling                                  | 793       | Reino Unido   |
| 6 Jan 1940  | Heinz Scheringer             | City of Marseilles (danificado por mina) | 8 317     | Reino Unido   |
| 31 Jan 1940 | Max-Martin Schulte           | Start                                    | 1 168     | Noruega       |
| 1 Fev 1940  | Max-Martin Schulte           | SS Fram                                  | 2 491     | Suécia        |
| 6 Fev 1940  | Heinz Scheringer             | Anu (mina)                               | 1 421     | Estónia       |
| 17 Abr 1940 | Max-Martin Schulte           | Swainby                                  | 4 935     | Reino Unido   |
| 26 Abr 1940 | Max-Martin Schulte           | Lily                                     | 1 281     | Dinamarca     |
| 28 Abr 1940 | Max-Martin Schulte           | Scottish American (danificado)           | 6 999     | Reino Unido   |
| Total       | Total                        | Total                                    | 54 274    |               |